# Cococha
Cococha signifie foufou chez les Ébriés, où ce mets est préparé d'une façon particulière.

C'est aussi une spécialité culinaire du peuple atchan. Il se fait avec de la banane plantain ou de l'igname